# Hídria

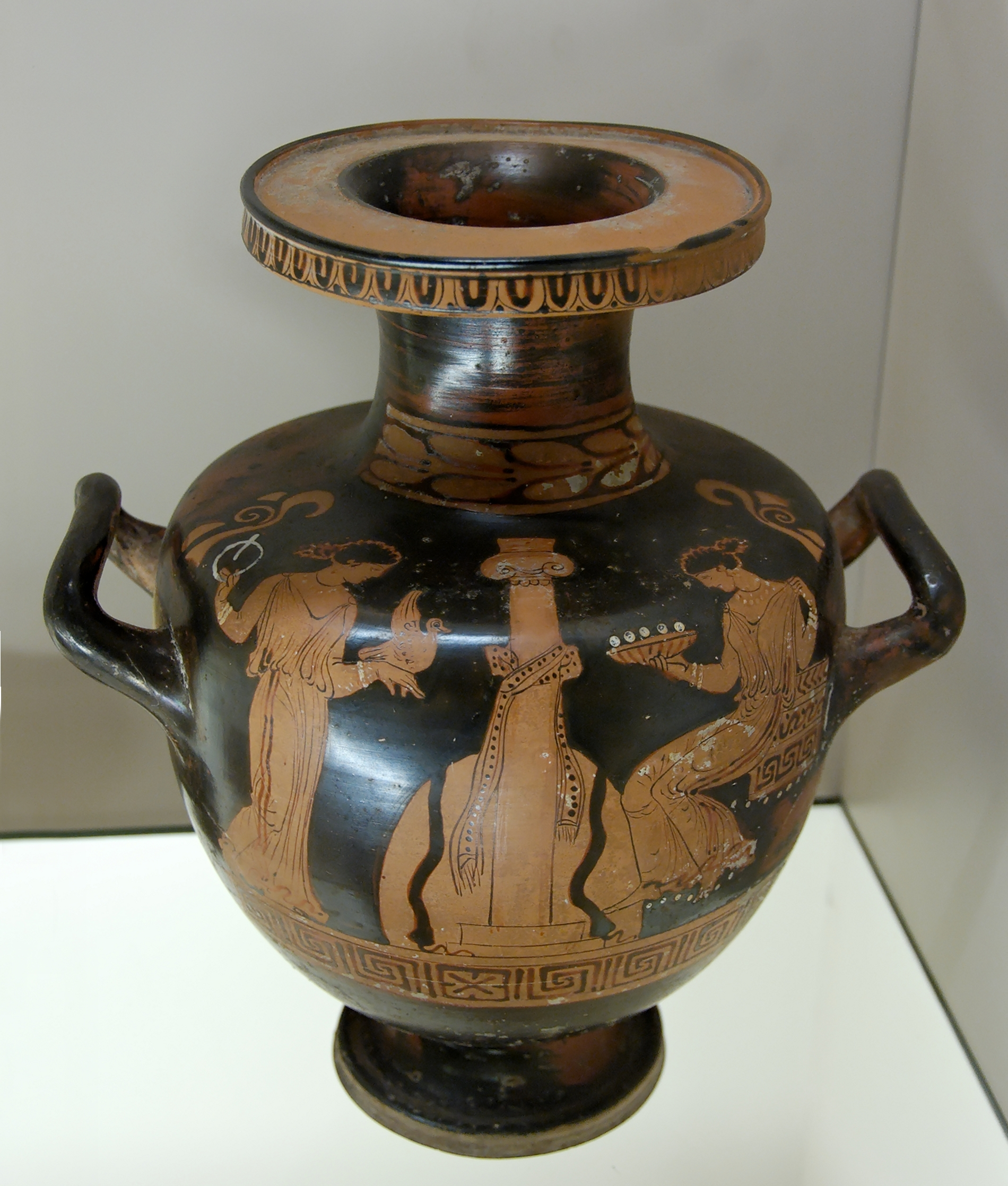
Hídria Apúlia amb figures vermelles, d'entre 360-350 abans de Crist (conservada al Museu Britànic)

A la Grècia antiga, una hídria (del grec antic: υδρία) (de vegades anomenat calpis de κάλπις, tot i que era diferent) era un vas tancat que tenia tres nanses, dues laterals per a transportar-la, i la tercera darrere per a vessar l'aigua que contenia. A la seva decoració s'hi poden trobar tant figures vermelles com figures negres. Generalment s'hi han dibuixat escenes de la mitologia grega per a destacar diversos deures morals i socials.
Cap a mitjan segle V abans de Crist, els artesans grecs van crear aleshores hídries amb un altre material, el bronze, i alguns d'aquests recipients tenien escenes decorades molt minuciosament amb gran precisió dels detalls a les figures representades.